# Snitch (phim)
Snitch (tựa tiếng Việt: Kẻ chỉ điểm) là một bộ phim hình sự - tâm lý Mỹ dựa trên một câu chuyện có thật, đạo diễn bởi Ric Roman Waugh, phát hành năm 2013. Diễn viên chính là Dwayne Johnson cùng các diễn viên Barry Pepper, Susan Sarandon, Jon Bernthal, Benjamin Bratt và Michael Kenneth Williams.

## Nội dung
John Matthews (Dwayne Johnson), chủ sở hữu một công ty xây dựng, nhận được một cuộc gọi từ người vợ cũ Sylvie Collins (Melina Kanakaredes). Con trai của anh, Jason (Rafi Gavron) đang bị tạm giam vì tội bán ma túy, bạn của Jason đã bẫy anh trong một hoạt động để giảm án của mình sau khi bị bắt. Án của Jason thực hiện tối thiểu là 10 năm tù giam. John cảm thấy có trách nhiệm vì anh chưa chăm sóc nhiều cho con trai mình, và anh trở nên tuyệt vọng khi nhận ra rằng Jason có thể bị giết trước khi kết thúc án tù của mình.
Dùng mối quan hệ ngoại giao, John sắp xếp vài cuộc gặp với người Trưởng Tư Pháp địa phương, Joanne Keeghan (Susan Sarandon), cô đang chạy một chiến dịch chống ma túy rất tích cực để tăng điểm của mình cho cuộc bầu cử Quốc hội. Joanne đồng ý giảm án cho Jason nếu John có thể chỉ điểm kẻ bán ma túy. Đặc vụ Cooper (Barry Pepper) dẫn đầu một lực lượng đặc nhiệm sẽ giám sát mọi giao dịch John sắp xếp để sử dụng làm bằng chứng cho một vụ bắt giữ. John tìm được hồ sơ nhân viên của mình Daniel James (Jon Bernthal) hiện đang bắt đầu một cuộc sống lương thiện để chăm sóc vợ và con trai. John trả 20 ngàn USD nếu Daniel giới thiệu anh cộng tác với những kẻ buôn ma túy. Daniel ban đầu từ chối nhưng sau đó đồng ý với John để anh có chi phí dời đến một căn hộ an toàn hơn, mặc dù anh không hề biết John sẽ cung cấp tin cho đặc nhiệm.
Daniel giới thiệu Malik (Michael Kenneth Williams), một tay buôn bán ma túy địa phương cấp cao và cực kỳ nguy hiểm. Giải thích rằng kinh doanh của mình không đứng vững trong nền kinh tế hiện nay, John cần bổ sung cho nguồn thu của mình, John sẽ vận chuyển hàng không giới hạn số lượng và gần như không có rủi ro trong xe tải vận chuyển vật liệu xây dựng của mình. Do là một công ty kinh doanh hợp pháp, các xe tải tránh được sự nghi ngờ và quá nhiều hàng hóa bên trong nên cảnh sát sẽ khó kiểm tra kỹ lưỡng để phát hiện điều gì. Malik đồng ý, với điều kiện John và Daniel phải đi cùng nhau trong lần thử thách đầu tiên.
John và đặc vụ Cooper bố trí cho một cuộc vây bắt quả tang các giao dịch liên quan. John đến điểm nhận hàng gần Biên giới Mexico - Hoa Kỳ. Trong quá trình giấu hàng vào bao xi măng xếp lên xe, họ bị một băng đảng đối thủ phục kích, nhưng John đã có lối thoát táo bạo, gây ấn tượng với tên trùm Juan Carlos "El Topo" Pintera (Benjamin Bratt). John hoàn tất giao dịch cuối cùng của mình trong thỏa thuận, giao hàng cho Malik trong khi được Cooper theo dõi. Malik đề cập đến một cuộc tuyển dụng của "El Topo" với John, Cooper hi vọng sẽ bắt được đối tượng cấp cao hơn, nên từ chối bắt Malik. Keeghan tuyên bố Cooper đã làm đúng và từ chối giảm án của Jason trừ khi John hợp tác trong một cuộc gặp thứ hai. John miễn cưỡng, đồng ý chỉ khi Jason được thả ra khi công việc được hoàn thành, thay vì chỉ giảm án. Lúc này, Daniel phát hiện sự sắp xếp của John cộng tác với cảnh sát và giận dữ, nói rằng băng đảng sẽ giết John, Daniel, và gia đình của họ nếu chúng biết. John và Daniel thông báo cho gia đình của họ lẩn trốn.
John gặp Juan Carlos Pintera, Juan muốn John vận chuyển gần 100 triệu USD lợi nhuận ma túy vào Mexico, và để John làm một thành viên của tổ chức bên trong nếu anh thành công. John mật báo cho Keeghan và Cooper, Keeghan ngây ngất trước việc tìm ra một mục tiêu lớn như vậy, nhưng Cooper đã lo lắng cho tính mạng của John khi bước vào trận chiến nguy hiểm sắp tới.
John nghĩ ra một kế hoạch để giải thoát cho mình và Daniel. Trong lúc tải tiền, John thoát khỏi sự giám sát của Cooper. Đồng thời, Daniel tấn công căn nhà của Malik, giết chết các đồng bọn và làm Malik bị trọng thương. Trước khi chết, Malik tiết lộ số điện thoại Juan Carlos cho Daniel. John gọi Cooper và cho số điện thoại của Juan Carlos, khiến Cooper có được thông tin cả tiền và tên trùm cùng một lúc. Sau một cuộc rượt đuổi đấu súng trên đường cao tốc, do tên trùm được báo rằng John là kẻ chỉ điểm, John đã thoát nguy. Băng nhóm ma túy và tiền bị thu giữ bởi những đặc vụ của Cooper. Juan Carlos cũng bị bắt trên đường tẩu thoát cùng với con trai.
Bộ phim kết thúc với cảnh Jason được thả ra vào ngày hôm sau. John và gia đình đi vào chương trình bảo vệ nhân chứng. Daniel từ chối chương trình này, nói rằng anh và gia đình mình sẽ tự "biến mất". Daniel đã bị mất việc làm của mình, John để lại cho Daniel phần thưởng lớn mà John được nhận để bắt giữ Juan Carlos. Phim có trích dẫn số liệu thống kê cho thấy phạm tội bán ma túy lần đầu nhận án tù nặng hơn so với những người bị kết tội hiếp dâm hoặc tội ngộ sát.

## Các diễn viên
- Dwayne Johnson vai John Matthews
- Barry Pepper vai Đặc vụ Cooper
- Benjamin Bratt vai Juan Carlos 'El Topo' Pintera
- Susan Sarandon vai Joanne Keeghan[4]
- Jon Bernthal vai Daniel James
- Michael Kenneth Williams vai Malik
- Melina Kanakaredes vai Sylvie Collins
- Rafi Gavron vai Jason Collins
- Nadine Velazquez vai Analisa Matthews
- David Harbour vai Jay Price
- JD Pardo vai Benicio
- Kym Jackson vai Đặc vụ Sims

## Phát hành
Snitch ra mắt vào ngày 22 tháng 02 năm 2013 tại Hoa Kỳ và Canada. Phim được phân phối bởi công ty con Lionsgate Summit Entertainment.

## Nhận xét
Phim nhận được nhiều đánh giá khen chê từ các nhà phê bình với tỉ lệ 56% trên Rotten Tomatoes với 138 đánh giá. Nhiều nhà phê bình ca ngợi khả năng diễn xuất của Dwayne Johnson với vai trò dẫn đầu, trong khi cảm thấy rằng việc thực hiện thông điệp bộ phim bị lộn xộn.